# Keepin' the Summer Alive
| Recensione                          | Giudizio |
| ----------------------------------- | -------- |
| AllMusic                            | [ 1 ]    |
| Blender                             | [ 2 ]    |
| Encyclopedia of Popular Music       | [ 3 ]    |
| MusicHound                          | [ 4 ]    |
| (The New) Rolling Stone Album Guide | [ 5 ]    |

Keepin' The Summer Alive è il ventiquattresimo album in studio del gruppo musicale statunitense The Beach Boys, pubblicato il 24 marzo del 1980.
Il disco ottenne scarso successo. Fu l'ultimo LP al quale partecipò tutto il gruppo. Infatti, tre anni dopo, il 28 dicembre 1983, il batterista Dennis Wilson morirà affogato e non potrà partecipare al seguente disco The Beach Boys del 1985.

## Tracce
1. Keepin' The Summer Alive (C. Wilson/Bachman) - 3:431
2. Oh Darlin' (B.Wilson/M.Love) - 3:521-2
3. Some Of Your Love (B.Wilson/M.Love) - 2:362
4. Livin' With A Heartache (C.Wilson/Bachman) - 4:061
5. School Days (Chuck Berry) - 2:523
6. Goin' On (B.Wilson/M.Love) - 3:001-2
7. Sunshine (B.Wilson/M.Love) - 2:522
8. When Girls Get Toghether (B.Wilson/M.Love) - 3:312-4
9. Santa Ana Winds (B.Wilson/A.Jardine) - 3:142-3
10. Endless Harmony (Bruce Johnston) - 3:105

### Specifiche esecutori
- 1 con Carl Wilson come voce solista
- 2 con Mike Love come voce solista
- 3 con Al Jardine come voce solista
- 4 con Brian Wilson come voce solista
- 5 con Bruce Johnston come voce solista

## Formazione
The Beach Boys
- Brian Wilson - voce, cori, pianoforte, tastiera, sintetizzatore
- Carl Wilson - voce, cori, chitarra
- Al Jardine - voce, cori, chitarra
- Mike Love - voce, cori
- Bruce Johnston - voce, cori, tastiera, pianoforte, sintetizzatore
- Dennis Wilson - batteria, percussioni

Musicisti aggiuntivi
- Terry Melcher, Curt Boettcher, Jon Joyce – armonie e cori in Livin' With a Heartache
- Joe Walsh – chitarra slide e ritmica in Keepin’ the Summer Alive
- Steve Ross – chitarra
- Bill House – chitarra; chitarra acustica in Oh Darlin'
- Caleb Quaye – chitarra solista e ritmica in School Day, chitarra in Sunshine
- Billy Joe Walker Jr. – chitarra solista e ritmica in Livin' With a Heartache
- Dennis Budimir – chitarra in School Day
- Tim May – chitarra in School Day
- Al Vescovo – chitarra in When Girls Get Together
- Bryan Garofalo – armonie e cori in Keepin’ the Summer Alive e Endless Harmony, basso
- Jerry Scheff – basso in Oh Darlin'
- Ray Pohlman – basso in School Day e When Girls Get Together, mandolino in When Girls Get Together
- Lyle Ritz – contrabbasso in Santa Ana Winds
- John Hobbs – tastiere
- Daryl Dragon – tastiere in Some of Your Love e marxophone in When Girls Get Together
- Don Randi – tastiere in School Day
- Mike Meros – tastiere in School Day
- Carli Muñoz – organo in School Day
- Ricci Martin – tastiere in Sunshine e piano in Endless Harmony
- Scott Mathews – batteria; armonie e cori in Goin' On, percussioni in When Girls Get Together e Endless Harmony
- Ricky Fataar – batteria in Keepin' the Summer Alive e Sunshine
- Gary Mallaber – batteria in Livin' With a Heartache e percussioni in Sunshine
- Hal Blaine – batteria in School Day
- Steve Forman – percussioni
- Gene Estes – timpani in When Girls Get Together
- Steve Douglas – sax in Oh Darlin', Goin' On e Sunshine
- Joel Peskin – sax in Oh Darlin', Goin' On e Sunshine; sax baritono in Some of Your Love
- Dick “Slyde” Hyde – trombone in Oh Darlin', Goin’ On e Sunshine
- Chuck Findley – flicorno soprano in Oh Darlin', tromba in Goin' On e Sunshine
- Lew McCreary – trombone in When Girls Get Together
- Jim Horn – sax baritono in When Girls Get Together
- Vince Charles, Efrain Toro, Ray Armando – fusti in acciaio in Sunshine
- David Sherr – oboe in When Girls Get Together
- Alexander Neiman, Darrell Terwilliger – viola in When Girls Get Together
- Armand Kaproff, Jan Kelley, Harold Bemko, Douglas Davis – violoncello in When Girls Get Together
- Tommy Morgan – armonica in Santa Ana Winds
- Igor Horoshevsky, Raymond Kelley – violoncello in Santa Ana Winds
- James Getzoff, Murray Adler, Bonnie Douglas, Paul Shure, Alfred Breuning, Marshall Sosson, Endre Granat, Spiro Stamos – violino in Santa Ana Winds
- Harry Hyams, Samuel Boghossian – viola in Santa Ana Winds